# Gród Pobiedziska
Gród Pobiedziska – rekonstrukcja wczesnośredniowiecznego grodu piastowskiego i wystawa machin oblężniczych, zlokalizowane w Pobiedziskach (Letnisko Leśne), na Szlaku Piastowskim. Sąsiaduje bezpośrednio z pobiedziskim skansenem miniatur.
Obiekt otwarto 2 czerwca 2012. W ramach zrekonstruowanego grodu prezentowane są elementy obronne fortecy (np. wieża bramna), a także stała wystawa średniowiecznych maszyn oblężniczych w skali 1:1 (m.in. machiny neurobalistyczne, kusza wałowa, onager, pluteje, 14-osobowy taran, trebusz, czy wieża oblężnicza). Na terenie założenia organizowane są imprezy rekonstrukcyjne i rycerskie.
Autorem i realizatorem pomysłu budowy grodu była firma Siege Studio z Gruszczyna, a zwłaszcza Bartosz Styszyński. Celem funkcjonowania placówki jest umożliwienie zwiedzającym uzyskania podstawowej wiedzy merytorycznej na temat machin i technik oblężniczych, bez której nie jest możliwe głębsze zrozumienie założeń architektury obronnej dawnych czasów.
Atrakcje turystyczne w pobliżu: Wielkopolski Park Etnograficzny w Dziekanowicach, Szlak kościołów drewnianych wokół Puszczy Zielonka, Muzeum Przyrodniczo-Łowieckie w Uzarzewie, szlak kajakowy Puszcza Zielonka, rezerwat przyrody Las Liściasty w Promnie.